# Takehito Koyasu
 (février 2023).
Si vous disposez d'ouvrages ou d'articles de référence ou si vous connaissez des sites web de qualité traitant du thème abordé ici, merci de compléter l'article en donnant les références utiles à sa vérifiabilité et en les liant à la section « Notes et références ».
Takehito Koyasu (子安 武人, Koyasu Takehito) né le 5 mai 1967  à Yokohama au Japon, est un seiyū japonais.

## Prestations notables
Takehito Koyasu est capable d'incarner un grand nombre de caractères. Bien qu'il soit surtout connu pour ses rôles de personnages de type bishōnen, il n'est pas rare de l'entendre dans des rôles à contre-emploi dans lesquels son timbre sérieux et posé crée un décalage avec des personnages loufoques ou des situations absurdes.
Parmi les personnages doublés par Takehito Koyasu, on en trouve régulièrement qui se retrouvent en position de rivalité avec d'autres dont le doublage est assuré par Hikaru Midorikawa.

### Anime
| Année | Titre                                        | Rôle                           | Note/réf. |
| ----- | -------------------------------------------- | ------------------------------ | --------- |
| ?     | Shin Hokuto no Ken                           | Kenshiro                       |           |
| ?     | Shonan Junai Gumi                            | Junya Akutsu                   |           |
| ?     | Tenchi Muyō!                                 | Yosho                          |           |
| ?     | Young GTO                                    | Junya Akutsu                   |           |
| ?     | Zone of the Enders: Idolo                    | Radium                         |           |
| 1989  | Les Moomins                                  | Pipo                           |           |
| 1989  | Ranma ½                                      | Daisuke                        |           |
| 1989  | Zetsuai 1989                                 | Takuto Izumi                   |           |
| 1992  | Tôkyô Babylon                                | Seishirou Sakurazuka           |           |
| 1992  | Yu Yu Hakusho                                | Asato Kido, Sakamoto           |           |
| 1992  | Tekkaman Blade (en)                          | Shinya Aiba                    |           |
| 1994  | Macross 7                                    | Gamlin Kizaki                  |           |
| 1994  | Mobile Fighter G Gundam                      | technicien néo-suédois         |           |
| 1994  | Yu Yu Hakusho                                | Sakamoto                       |           |
| 1995  | Fushigi Yūgi                                 | Hotohori                       |           |
| 1995  | New Mobile Report Gundam Wing                | Zechs Merquise                 |           |
| 1995  | Neon Genesis Evangelion                      | Shigeru Aoba                   |           |
| 1995  | Slayers                                      | Rezo                           |           |
| 1995  | Wedding Peach (en)                           | Sandora                        |           |
| 1996  | Saber Marionette J                           | Hanagata                       |           |
| 1997  | Animutants                                   | Optimus Primal / Convoy        |           |
| 1997  | Utena la fillette révolutionnaire            | Touga Kiryuu                   |           |
| 1998  | Initial D                                    | Ryôsuke Takahashi              |           |
| 1998  | Weiss Kreuz (en)                             | Aya Fujimiya                   |           |
| 1999  | Excel Saga                                   | Il Palazzo                     |           |
| 1999  | Pokémon                                      | Kosaburo (Butch)               |           |
| 1999  | Turn A Gundam                                | Gym Ghingnham                  |           |
| 1999  | Angel Links (en)                             | Warren                         |           |
| 1999  | Magic User's Club (en)                       | Ayanojyo Aburatsubo            |           |
| 2000  | Angel Sanctuary                              | Kira Sakuya                    |           |
| 2000  | Gate Keepers                                 | Choutaro Banba                 |           |
| 2000  | Gravitation                                  | Sakano                         |           |
| 2000  | Sakura Wars                                  | Kayama Yuuichi                 |           |
| 2000  | Yu-Gi-Oh!                                    | Pandora                        |           |
| 2001  | Beyblade                                     | Balkov                         |           |
| 2001  | Final Fantasy: Unlimited                     | Pist Shaz the 11th             |           |
| 2001  | Hellsing                                     | Luke Valentine                 |           |
| 2001  | Inu-Yasha                                    | Gatenmaru                      |           |
| 2001  | Prétear                                      | Tanaka                         |           |
| 2001  | Shaman King                                  | Faust VIII                     |           |
| 2002  | Full metal panic!                            | Zaied                          |           |
| 2002  | Get Backers                                  | Kakei Juubei                   |           |
| 2002  | Mobile Suit Gundam SEED                      | Mu La Flaga                    |           |
| 2002  | Les 12 royaumes                              | Keiki                          |           |
| 2002  | Pokémon                                      | Kosaburo (Butch)               |           |
| 2002  | Saint Seiya                                  | Rhadamanthe de la Wyverne      |           |
| 2002  | Samurai Deeper Kyo                           | Hattori Hanzo, Hotaru          |           |
| 2003  | Bobobo-bo Bo-bobo                            | Bobobo-bo Bo-bobo              |           |
| 2003  | Fullmetal Alchemist                          | Lujon                          |           |
| 2003  | Kaleido Star                                 | Fool                           |           |
| 2003  | Planetes                                     | Yuri Mihairokoh                |           |
| 2004  | Angelique                                    | Olivie                         |           |
| 2004  | Mobile Suit Gundam SEED Destiny              | Mu La Flaga / Neo Roanoke      |           |
| 2004  | Mahoromatic                                  | Ryuuga Toh                     |           |
| 2004  | Samurai 7                                    | Ukyo                           |           |
| 2004  | Yakitate Japan                               | Kuroyanagi Ryo                 |           |
| 2004  | Yu-Gi-Oh!                                    | Takuma Saiou                   |           |
| 2005  | Baccano!                                     | Luck Gandor                    |           |
| 2005  | Gintama                                      | Shinsuke Takasugi              |           |
| 2005  | Loveless                                     | Prof. Ritsu                    |           |
| 2005  | One Piece                                    | Amiral Aokiji / Kuzan          |           |
| 2005  | Ouran High School Host Club                  | Ryouji Fujioka / Ranka         |           |
| 2005  | Pokémon                                      | Kosaburo (Butch)               |           |
| 2005  | Samurai Deeper Kyo                           | Hattori                        |           |
| 2005  | Suki na mono wa suki dakara shōganai         | Yoru                           |           |
| 2005  | Spider Riders (en)                           | Ignus                          |           |
| 2006  | Bleach                                       | Pesshe Gadiche                 |           |
| 2007  | Saint October                                | Ash                            |           |
| 2008  | Rosario + Vampire                            | Koutarou Ijuuin, Nazo Koumori  |           |
| 2008  | Soul Eater                                   | Excalibur                      |           |
| 2008  | To Love-ru                                   | Zastin                         |           |
| 2009  | Fullmetal Alchemist: Brotherhood             | frère de Scar                  |           |
| 2009  | Saint Seiya : The Lost Canvas                | Veronica Nasu                  |           |
| 2009  | Sengoku Basara                               | Sarutobi Sasuke                |           |
| 2009  | Needless (en)                                | Adam Blade                     |           |
| 2010  | Arakawa Under the Bridge                     | Sister                         |           |
| 2010  | Bakuman.                                     | Kōji Yoshida                   |           |
| 2011  | Guilty Crown                                 | Shibungi                       |           |
| 2011  | Hunter x Hunter                              | Dalzollene                     |           |
| 2011  | Mobile Suit Gundam AGE                       | Frederick Algreus              |           |
| 2012  | Date A Live                                  | Kyouhei Kanna                  |           |
| 2012  | High School DxD                              | Raiser Phenex                  |           |
| 2012  | JoJo's Bizzare Adventure: Phantom Blood      | Dio Brando                     |           |
| 2012  | Sword Art Online                             | Noboyuki Sugou / Oberon        |           |
| 2012  | Brave 10 (en)                                | Date Masamune                  |           |
| 2014  | Initial D                                    | Ryôsuke Takahashi              |           |
| 2014  | Nisekoi                                      | Claude                         |           |
| 2014  | Dragonar Academy                             | Milgaus                        |           |
| 2014  | Sengoku Basara                               | Sarutobi Sasuke                |           |
| 2014  | JoJo's Bizzare Adventure: Stardust Crusaders | DIO                            |           |
| 2015  | Assassination Classroom                      | Gastro                         |           |
| 2015  | The Heroic Legend of Arslan                  | Guiscard                       |           |
| 2015  | Food Wars!                                   | Gin Dōjima                     |           |
| 2015  | Yo-kai Watch Shadowside: Oni-ō no Fukkatsu   | Nurarihyon                     |           |
| 2016  | Re:Zero                                      | Roswaal L. Mathers             |           |
| 2017  | L'Attaque des Titans                         | Sieg Yager / Titan bestial     |           |
| 2018  | Violet Evergarden                            | Claudia Hodgins                |           |
| 2018  | Moi, quand je me réincarne en Slime          | Clayman                        |           |
| 2019  | Ascendance of a Bookworm                     | Benno                          |           |
| 2019  | Super Dragon Ball Heroes                     | Hearts                         |           |
| 2020  | BNA                                          | Boris Cliff                    |           |
| 2020  | Dragon Quest : La Quête de Daï               | Mystvearn/Vearn (forme finale) |           |
| 2020  | Kaguya-sama : Love is War                    | Père des Shirogane             |           |
| 2021  | SK∞ the Infinity                             | Ainosuke Shindo/Adam           |           |
| 2022  | JoJo's Bizzare Adventure: Stone Ocean        | DIO                            |           |
| 2022  | Coma héroïque dans un autre monde            | L'Oncle                        | [ 1 ]     |
| 2023  | Jujutsu Kaisen                               | Toji Fushiguro                 |           |
| 2023  | Frieren                                      | Kraft                          | [ 2 ]     |
| 2024  | Mashle                                       | Margarette Macaron             |           |
| 2024  | Suicide Squad Isekai                         | Peacemaker                     | [ 3 ]     |

### Jeux vidéo
- Animamundi : Bruno Glening
- Chain Chronicle Part 4 (en) : L'Oncle (Isekai Ojisan)[4]
- Disgaea 2: Cursed Memories : Mr. Rabbit
- Disgaea 5: Alliance of Vengeance : Red Magnus
- Fate/Grand Order : Ozymandias, Hans Christian Andersen, Mephistopheles
- Fire Emblem: Awakening : Lon'zu, Valldar
- Fire Emblem Echoes: Shadows of Valentia : Saber
- Fire Emblem Engage : Kagetsu
- Fire Emblem Fates : Niles
- Fire Emblem Heroes : Kagetsu, Lewyn, Lon'zu, Nabarl, Niles, Pent, Saber, Seteth, Valldar
- Fire Emblem: Three Houses : Seteth
- Fire Emblem Warriors : Nabarl, Niles
- Fire Emblem Warriors: Three Hopes : Seteth
- Growlanser III: The Dual Darkness : Zion
- Guilty Gear : Eddie (ZATO-1)
- Initial D Street Stage : Ryousuke Takahashi
- JoJo's Bizarre Adventure: All Star Battle : Dio Brando, DIO et Diego Brando (All Star Battle R)
- JoJo's Bizarre Adventure: Eyes of Heaven : Dio Brando, DIO, Diego Brando, Diego Brando (alternatif) et DIO (Heaven)
- Jump Force : Dio Brando
- Kingdom Hearts 2 : Seifer Almasy
- Langrisser mobile : Altemuller
- League of Legends : Twisted Fate, Sett
- Phantom Kingdom : Zeta
- Mega Man Legends 2 : Rockman
- Mobile Legends: Adventure : Argus
- DASH 2 ~Episode 2: Ooi Naru Isan~ : Glyde
- Sengoku Basara : Sarutobi Sasuke
- Shadow Hearts: Covenant : Nicolai Conrad
- Shining Force Neo : Klein
- Super Dragon Ball Heroes : Hearts
- Super Robot Wars : Shuu Shirakawa
- Tales of The Abyss : Jade Curtiss
- The King of Fighters : Shingo Yabuki
- The Legend of Heroes: Trails in the Sky : Olivier Lenheim
- The Legend of Heroes: Trails in the Sky SC : Oliviert Reise Arnor
- The Legend of Heroes: Trails in the Sky the 3rd : Oliviert Reise Arnor
- Triangle Strategy : Maxwell
- Yakuza Kiwami 2 : Kei Iibuchi
- Valkyrie Profile : Lezard Valeth
- Yo-kai Watch 4 : Deadcool, Nurarihyon,トレジャー田中(Mr Trésor)
- Master Detective Archives: Rain Code : Yakou Furio
- Octopath Traveler II : Harvey
- Lord Of Nazarick : Nigun

### Drama CD
- Fire Emblem Reimeihen&Shiranhen : Navahl
- Fushigi yūgi genbu kaiden : Urumiya
- G Fantasy Comic CD Collection Fire Emblem: Ankoku Ryū to Hikari no Ken : Navahl